# MN Волос Вероники
MN Волос Вероники (лат. MN Comae Berenices) — одиночная переменная звезда* в созвездии Волос Вероники на расстоянии приблизительно 46 световых лет (около 14 парсек) от Солнца. Видимая звёздная величина звезды — от +15,95m до +15,9m.

## Характеристики
MN Волос Вероники — коричневый карлик, переменная звезда спектрального класса L1, или L3.